# Kemejing (Loano)
Kemejing is een bestuurslaag in het regentschap Purworejo van de provincie Midden-Java, Indonesië. Kemejing telt 1072 inwoners (volkstelling 2010).